# Crax alberti
Crax alberti là một loài chim trong họ Cracidae.
Loài này chỉ được tìm thấy ở Colombia; các khu vực nằm ở phía nam và phía đông giáp với sông Magdalena. Môi trường sống tự nhiên của chúng là rừng ẩm vùng đất thấp nhiệt đới hoặc cận nhiệt đới. Nó bị đe dọa do mất môi trường sống.